# Budapest Wolves
I Budapest Wolves sono una squadra di football americano di Budapest, in Ungheria; fondati nel 2004, hanno vinto 8 titoli nazionali, una coppa nazionale e 1 Fall Bowl.
Nel 2015 sono diventati una polisportiva, all'interno della quale - oltre a football americano e flag football - sono presenti formazioni di:
- baseball e softball (col nickname "Red")
- cheerleading
- freccette
- pallacanestro maschile
- pallamano (maschile e femminile)
- pallavolo femminile

## Dettaglio stagioni

### Amichevoli
| Stagione | Vin | Par | Per | Tot | PF  | PS  | avversaria                                                                                |
| -------- | --- | --- | --- | --- | --- | --- | ----------------------------------------------------------------------------------------- |
| 2005     | 4   | 0   | 1   | 5   | 139 | 82  | Győr Sharks, Schwarzenau Rangers, Zala Predators, Nagykanizsa Demons, St. Lawrence Giants |
| 2006     | 2   | 0   | 2   | 4   | 82  | 60  | Bratislava Monarchs, Budapest Black Knights, Graz Giants 2, Güssing Gladiators            |
| Totale   | 6   | 0   | 3   | 9   | 221 | 142 |                                                                                           |

### Tornei nazionali

#### Campionato

##### MAFL/Divízió I (primo livello)/HFL
| Stagione | regular season | regular season | regular season | regular season | regular season | regular season | playoff | playoff | playoff | playoff | playoff | playoff        | playoff             |
|          | Vin            | Par            | Per            | Tot            | PF             | PS             | Vin     | Per     | Tot     | PF      | PS      | risultato      | avversaria          |
| -------- | -------------- | -------------- | -------------- | -------------- | -------------- | -------------- | ------- | ------- | ------- | ------- | ------- | -------------- | ------------------- |
| 2005     | 3              | 0              | 0              | 3              | 173            | 14             | 2       | 0       | 2       | 118     | 2       | Campioni       | Debrecen Gladiators |
| 2006     | 3              | 0              | 1              | 4              | 103            | 47             | 0       | 1       | 1       | 21      | 29      | Semifinale     | Győr Sharks         |
| 2007     | 2              | 0              | 2              | 4              | 93             | 111            | 0       | 1       | 1       | 27      | 28      | Semifinale     | Debrecen Gladiators |
| 2008     | 5              | 0              | 0              | 5              | 260            | 35             | 2       | 0       | 2       | 75      | 22      | Campioni       | Budapest Cowboys    |
| 2009     | 4              | 0              | 0              | 4              | 142            | 15             | 2       | 0       | 2       | 42      | 19      | Campioni       | Győr Sharks         |
| 2010     | 6              | 0              | 0              | 6              | 282            | 24             | 2       | 0       | 2       | 75      | 7       | Campioni       | Nyíregyháza Tigers  |
| 2012     | 2              | 0              | 1              | 3              | 95             | 46             | 1       | 0       | 1       | 65      | 21      | Campioni       | Budapest Hurricanes |
| 2013     | 3              | 0              | 1              | 4              | 168            | 124            | 0       | 1       | 1       | 24      | 28      | Hungarian Bowl | Budapest Hurricanes |
| 2014     | 4              | 0              | 2              | 6              | 237            | 166            | 0       | 1       | 1       | 9       | 19      | Hungarian Bowl | Újbuda Rebels       |
| 2015     | 4              | 0              | 2              | 6              | 295            | 122            | 1       | 1       | 2       | 80      | 76      | Hungarian Bowl | Bratislava Monarchs |
| 2016     | 1              | 0              | 4              | 5              | 114            | 130            | -       | -       | -       | -       | -       | -              | -                   |
| 2017     | 2              | 0              | 3              | 5              | 166            | 148            | 0       | 1       | 1       | 25      | 27      | Semifinale     | Miskolc Steelers    |
| 2018     | 6              | 0              | 1              | 7              | 211            | 76             | 2       | 0       | 2       | 69      | 50      | Campioni       | Miskolc Steelers    |
| 2019     | 5              | 0              | 0              | 5              | 152            | 66             | 0       | 1       | 1       | 27      | 35      | Semifinale     | Kiev Capitals       |
| 2020     | 3              | 0              | 0              | 3              | 56             | 26             | -       | -       | -       | -       | -       | -              | -                   |
| 2021     | 2              | 0              | 2              | 4              | 93             | 81             | 1       | 0       | 1       | 18      | 7       | Campioni       | Fehérvár Enthroners |
| 2022     | 2              | 0              | 2              | 4              | 92             | 105            | 1       | 1       | 2       | 45      | 45      | Hungarian Bowl | Fehérvár Enthroners |
| 2023     | 6              | 0              | 0              | 6              | 291            | 29             | 2       | 0       | 2       | 91      | 48      | Campioni       | Újpest Bulldogs     |
| 2024     | 2              | 0              | 3              | 5              | 80             | 118            | 0       | 1       | 1       | 7       | 24      | Semifinale     | Budapest Cowbells   |
| Totale   | 65             | 0              | 24             | 89             | 3103           | 1483           | 16      | 9       | 25      | 818     | 487     |                |                     |

Fonti: Enciclopedia del Football - A cura di Massimo Mezzetti

##### Fall Bowl
| Stagione | regular season | regular season | regular season | regular season | regular season | regular season | playoff | playoff | playoff | playoff | playoff | playoff   | playoff            |
|          | Vin            | Par            | Per            | Tot            | PF             | PS             | Vin     | Per     | Tot     | PF      | PS      | risultato | avversaria         |
| -------- | -------------- | -------------- | -------------- | -------------- | -------------- | -------------- | ------- | ------- | ------- | ------- | ------- | --------- | ------------------ |
| 2011     | 3              | 0              | 0              | 3              | 106            | 25             | 1       | 0       | 1       | 28      | 0       | Campioni  | Nyíregyháza Tigers |
| Totale   | 3              | 0              | 0              | 3              | 106            | 25             | 1       | 1       | 0       | 28      | 0       |           |                    |

Fonti: Enciclopedia del Football - A cura di Massimo Mezzetti

##### Austrian Football Division Ladies/AFL - Division Ladies
| Stagione | regular season | regular season | regular season | regular season | regular season | regular season | playoff | playoff | playoff | playoff | playoff | playoff     | playoff               |
|          | Vin            | Par            | Per            | Tot            | PF             | PS             | Vin     | Per     | Tot     | PF      | PS      | risultato   | avversaria            |
| -------- | -------------- | -------------- | -------------- | -------------- | -------------- | -------------- | ------- | ------- | ------- | ------- | ------- | ----------- | --------------------- |
| 2008     | 1              | 0              | 3              | 4              | 128            | 171            | -       | -       | -       | -       | -       | -           | -                     |
| 2009     | 3              | 0              | 3              | 6              | 221            | 176            | 0       | 1       | 1       | 50      | 70      | Ladies Bowl | Vienna Vikings Ladies |
| 2010     | 1              | 0              | 3              | 4              | 6              | 90             | -       | -       | -       | -       | -       | -           | -                     |
| 2011     | 2              | 0              | 2              | 4              | 66             | 99             | 0       | 1       | 1       | 12      | 27      | Ladies Bowl | Vienna Vikings Ladies |
| 2012     | -              | -              | -              | -              | -              | -              | 0       | 1       | 1       | 0       | 55      | Ladies Bowl | Vienna Vikings Ladies |
| 2013     | 1              | 0              | 3              | 4              | 78             | 141            | -       | -       | -       | -       | -       | -           | -                     |
| 2014     | 0              | 0              | 4              | 4              | 0              | 150            | -       | -       | -       | -       | -       | -           | -                     |
| 2015     | 2              | 0              | 2              | 4              | 104            | 99             | 1       | 0       | 1       | 58      | 0       | Terzo posto | Schwaz Hammers Ladies |
| 2016     | 1              | 0              | 3              | 4              | 38             | 93             | 1       | 1       | 2       | 28      | 31      | Ladies Bowl | Vienna Vikings Ladies |
| 2017     | 4              | 0              | 2              | 6              | 104            | 87             | 0       | 1       | 1       | 0       | 20      | Semifinale  | Danube Dragons Ladies |
| 2018     | 3              | 0              | 2              | 5              | 40             | 62             | 1       | 0       | 1       | 34      | 0       | Terzo posto | Telfs Patriots Ladies |
| 2019     | 0              | 0              | 5              | 5              | 18             | 190            | -       | -       | -       | -       | -       | -           | -                     |
| Totale   | 18             | 0              | 32             | 50             | 803            | 1358           | 3       | 5       | 8       | 182     | 203     |             |                       |

Fonti: Enciclopedia del Football - A cura di Massimo Mezzetti

##### Divízió II (secondo livello)/Divízió I (secondo livello)
| Stagione | regular season | regular season | regular season | regular season | regular season | regular season | playoff | playoff | playoff | playoff | playoff | playoff     | playoff      |
|          | Vin            | Par            | Per            | Tot            | PF             | PS             | Vin     | Per     | Tot     | PF      | PS      | risultato   | avversaria   |
| -------- | -------------- | -------------- | -------------- | -------------- | -------------- | -------------- | ------- | ------- | ------- | ------- | ------- | ----------- | ------------ |
| 2010     | 0              | 0              | 6              | 6              | 31             | 215            | -       | -       | -       | -       | -       | -           | -            |
| 2011     | 1              | 0              | 4              | 5              | 73             | 130            | -       | -       | -       | -       | -       | -           | -            |
| 2016     | 0              | 0              | 6              | 6              | 44             | 250            | -       | -       | -       | -       | -       | -           | -            |
| 2019     | 1              | 0              | 5              | 6              | 71             | 143            | -       | -       | -       | -       | -       | -           | -            |
| 2023     | 5              | 0              | 0              | 5              | 192            | 20             | 1       | 1       | 2       | 40      | 17      | Pannon Bowl | Dabas Sparks |
| Totale   | 7              | 0              | 21             | 28             | 411            | 758            | 1       | 1       | 2       | 40      | 17      |             |              |

Fonti: Enciclopedia del Football - A cura di Massimo Mezzetti

##### AFL Division I
| Stagione | regular season | regular season | regular season | regular season | regular season | regular season | playoff | playoff | playoff | playoff | playoff | playoff   | playoff    |
|          | Vin            | Par            | Per            | Tot            | PF             | PS             | Vin     | Per     | Tot     | PF      | PS      | risultato | avversaria |
| -------- | -------------- | -------------- | -------------- | -------------- | -------------- | -------------- | ------- | ------- | ------- | ------- | ------- | --------- | ---------- |
| 2016     | 4              | 0              | 4              | 8              | 230            | 241            | -       | -       | -       | -       | -       | -         | -          |
| 2017     | 1              | 0              | 7              | 8              | 127            | 285            | -       | -       | -       | -       | -       | -         | -          |
| Totale   | 5              | 0              | 11             | 16             | 357            | 525            | -       | -       | -       | -       | -       |           |            |

Fonti: Enciclopedia del Football - A cura di Massimo Mezzetti

##### Austrian Football Division Ladies 2
| Stagione | regular season | regular season | regular season | regular season | regular season | regular season | playoff | playoff | playoff | playoff | playoff | playoff   | playoff    |
|          | Vin            | Par            | Per            | Tot            | PF             | PS             | Vin     | Per     | Tot     | PF      | PS      | risultato | avversaria |
| -------- | -------------- | -------------- | -------------- | -------------- | -------------- | -------------- | ------- | ------- | ------- | ------- | ------- | --------- | ---------- |
| 2012     | 0              | 0              | 4              | 4              | 0              | 145            | -       | -       | -       | -       | -       | -         | -          |
| Totale   | 0              | 0              | 4              | 4              | 0              | 145            | -       | -       | -       | -       | -       |           |            |

Fonti: Enciclopedia del Football - A cura di Massimo Mezzetti

##### Divízió III/Divízió II (terzo livello)
| Stagione | regular season | regular season | regular season | regular season | regular season | regular season | playoff | playoff | playoff | playoff | playoff | playoff    | playoff             |
|          | Vin            | Par            | Per            | Tot            | PF             | PS             | Vin     | Per     | Tot     | PF      | PS      | risultato  | avversaria          |
| -------- | -------------- | -------------- | -------------- | -------------- | -------------- | -------------- | ------- | ------- | ------- | ------- | ------- | ---------- | ------------------- |
| 2009     | 2              | 0              | 2              | 4              | 51             | 83             | 0       | 1       | 1       | 10      | 61      | Semifinale | Újbuda Rebels       |
| 2012     | 0              | 0              | 5              | 5              | 32             | 200            | -       | -       | -       | -       | -       | -          | -                   |
| 2013     | 4              | 0              | 2              | 6              | 179            | 161            | 0       | 1       | 1       | 8       | 16      | Wild Card  | Szekszárd Bad Bones |
| 2018     | 2              | 0              | 4              | 6              | 78             | 125            | -       | -       | -       | -       | -       | -          | -                   |
| 2021     | 5              | 0              | 0              | 5              | 147            | 66             | 2       | 0       | 2       | 60      | 17      | Campioni   | Tatabánya Mustangs  |
| 2022     | 4              | 0              | 0              | 4              | 112            | 39             | 1       | 1       | 2       | 36      | 32      | Duna Bowl  | Újpest Bulldogs     |
| 2024     | 0              | 0              | 5              | 5              | 0              | 100            | -       | -       | -       | -       | -       | -          | -                   |
| Totale   | 17             | 0              | 18             | 35             | 599            | 774            | 3       | 3       | 6       | 114     | 126     |            |                     |

Fonti: Enciclopedia del Football - A cura di Massimo Mezzetti

##### AFL Division II
| Stagione | regular season | regular season | regular season | regular season | regular season | regular season | playoff | playoff | playoff | playoff | playoff | playoff   | playoff           |
|          | Vin            | Par            | Per            | Tot            | PF             | PS             | Vin     | Per     | Tot     | PF      | PS      | risultato | avversaria        |
| -------- | -------------- | -------------- | -------------- | -------------- | -------------- | -------------- | ------- | ------- | ------- | ------- | ------- | --------- | ----------------- |
| 2015     | 7              | 0              | 1              | 8              | 258            | 120            | 2       | 0       | 2       | 61      | 41      | Campioni  | Amstetten Thunder |
| Totale   | 7              | 0              | 1              | 8              | 258            | 120            | 2       | 0       | 2       | 61      | 41      |           |                   |

Fonti: Enciclopedia del Football - A cura di Massimo Mezzetti

##### AFL Division III
| Stagione | regular season | regular season | regular season | regular season | regular season | regular season | playoff | playoff | playoff | playoff | playoff | playoff   | playoff             |
|          | Vin            | Par            | Per            | Tot            | PF             | PS             | Vin     | Per     | Tot     | PF      | PS      | risultato | avversaria          |
| -------- | -------------- | -------------- | -------------- | -------------- | -------------- | -------------- | ------- | ------- | ------- | ------- | ------- | --------- | ------------------- |
| 2014     | 5              | 0              | 1              | 6              | 246            | 70             | 2       | 0       | 2       | 76      | 23      | Campioni  | Fürstenfeld Raptors |
| Totale   | 5              | 0              | 1              | 6              | 246            | 70             | 2       | 0       | 2       | 76      | 23      |           |                     |

Fonti: Enciclopedia del Football - A cura di Massimo Mezzetti

#### Coppa
| Stagione | regular season | regular season | regular season | regular season | regular season | regular season | playoff | playoff | playoff | playoff | playoff | playoff   | playoff             |
|          | Vin            | Par            | Per            | Tot            | PF             | PS             | Vin     | Per     | Tot     | PF      | PS      | risultato | avversaria          |
| -------- | -------------- | -------------- | -------------- | -------------- | -------------- | -------------- | ------- | ------- | ------- | ------- | ------- | --------- | ------------------- |
| 2006     | 2              | 0              | 0              | 2              | 115            | 27             | 2       | 0       | 2       | 138     | 20      | Campioni  | Debrecen Gladiators |
| 2012     | 0              | 0              | 2              | 2              | 7              | 30             | -       | -       | -       | -       | -       | -         | -                   |
| Totale   | 2              | 0              | 2              | 4              | 122            | 57             | 2       | 0       | 2       | 138     | 20      |           |                     |

Fonti: Enciclopedia del Football - A cura di Massimo Mezzetti

### Tornei internazionali

#### IFAF Europe Champions League
| Stagione | regular season | regular season | regular season | regular season | regular season | regular season | playoff | playoff | playoff | playoff | playoff | playoff   | playoff    |
|          | Vin            | Par            | Per            | Tot            | PF             | PS             | Vin     | Per     | Tot     | PF      | PS      | risultato | avversaria |
| -------- | -------------- | -------------- | -------------- | -------------- | -------------- | -------------- | ------- | ------- | ------- | ------- | ------- | --------- | ---------- |
| 2016     | 0              | 0              | 2              | 2              | 13             | 85             | -       | -       | -       | -       | -       | -         | -          |
| Totale   | 0              | 0              | 2              | 2              | 13             | 85             | -       | -       | -       | -       | -       |           |            |

Fonti: Enciclopedia del Football - A cura di Massimo Mezzetti

#### Central European Football League
| Stagione | regular season | regular season | regular season | regular season | regular season | regular season | playoff | playoff | playoff | playoff | playoff | playoff   | playoff    |
|          | Vin            | Par            | Per            | Tot            | PF             | PS             | Vin     | Per     | Tot     | PF      | PS      | risultato | avversaria |
| -------- | -------------- | -------------- | -------------- | -------------- | -------------- | -------------- | ------- | ------- | ------- | ------- | ------- | --------- | ---------- |
| 2014     | 0              | 0              | 6              | 6              | 61             | 271            | -       | -       | -       | -       | -       | -         | -          |
| Totale   | 0              | 0              | 6              | 6              | 61             | 271            | -       | -       | -       | -       | -       |           |            |

Fonti: Enciclopedia del Football - A cura di Massimo Mezzetti

#### CEFL Cup
| Stagione | regular season | regular season | regular season | regular season | regular season | regular season | playoff | playoff | playoff | playoff | playoff | playoff          | playoff        |
|          | Vin            | Par            | Per            | Tot            | PF             | PS             | Vin     | Per     | Tot     | PF      | PS      | risultato        | avversaria     |
| -------- | -------------- | -------------- | -------------- | -------------- | -------------- | -------------- | ------- | ------- | ------- | ------- | ------- | ---------------- | -------------- |
| 2019     | -              | -              | -              | -              | -              | -              | 0       | 1       | 1       | 19      | 36      | Quarti di finale | Giants Bolzano |
| Totale   | -              | -              | -              | -              | -              | -              | 0       | 1       | 1       | 19      | 36      |                  |                |

Fonti: Enciclopedia del Football - A cura di Massimo Mezzetti

### Riepilogo fasi finali disputate
| Anno             | Luogo          | Evento                            | Fase del torneo      | Incontro                                       | Risultato    |
| 19 novembre 2005 | Budapest       | MAFL                              | Hungarian Bowl       | Budapest Wolves 2 - Debrecen Gladiators        | 46 - 0       |
| 18 giugno 2006   | Győr           | MAFL                              | Semifinale           | Győr Sharks - Budapest Wolves 2                | 29 - 21      |
| 28 ottobre 2006  | Budapest       | Blue Bowl                         | Finale               | Budapest Wolves - Debrecen Gladiators          | 63 - 20      |
| 16 giugno 2007   | Debrecen       | Divízió I                         | Semifinale           | Debrecen Gladiators - Budapest Wolves 2        | 28 - 27 o.t. |
| 12 luglio 2008   | Budapest       | Divízió I                         | Hungarian Bowl       | Budapest Wolves - Budapest Cowboys             | 20 - 14      |
| 27 giugno 2009   |                | Divízió III                       | Semifinale           | Újbuda Rebels - Budapest Wolves 2              | 61 - 10      |
| 5 luglio 2009    |                | Austrian Football Division Ladies | Ladies Bowl          | Vienna Vikings Ladies - Budapest Wolves Ladies | 70 - 50      |
| 7 novembre 2009  | Budapest       | Divízió I                         | Hungarian Bowl       | Budapest Wolves - Győr Sharks                  | 16 - 12      |
| 16 ottobre 2010  | Budapest       | Divízió I                         | Hungarian Bowl       | Budapest Wolves - Nyíregyháza Tigers           | 58 - 0       |
| 26 giugno 2011   |                | Austrian Football Division Ladies | Ladies Bowl          | Vienna Vikings Ladies - Budapest Wolves Ladies | 27 - 12      |
| 6 novembre 2011  | Győr           | Fall Bowl                         | Finale               | Budapest Wolves - Nyíregyháza Tigers           | 28 - 0       |
| 6 ottobre 2012   |                | Austrian Football Division Ladies | Ladies Bowl          | Vienna Vikings Ladies - Budapest Wolves Ladies | 55 - 0       |
| 22 ottobre 2012  | Budapest       | HFL                               | Hungarian Bowl       | Budapest Wolves - Budapest Hurricanes          | 65 - 21      |
| 23 giugno 2013   |                | Divízió II                        | Wild Card            | Budapest Wolves 2 - Szekszárd Bad Bones        | 8 - 16       |
| 26 ottobre 2013  | Budapest       | HFL                               | Hungarian Bowl       | Budapest Hurricanes - Budapest Wolves          | 28 - 24      |
| 19 luglio 2014   |                | AFL - Division III                | Challenge Bowl       | Fürstenfeld Raptors - Budapest Wolves          | 14 - 41      |
| 15 novembre 2014 |                | HFL                               | Hungarian Bowl       | Budapest Wolves - Újbuda Rebels                | 9 - 19       |
| 4 luglio 2015    | Budapest       | HFL                               | Hungarian Bowl       | Bratislava Monarchs - Budapest Wolves          | 55 - 34      |
| 12 luglio 2015   |                | AFL - Division II                 | Iron Bowl            | Amstetten Thunder - Budapest Wolves            | 21 - 24      |
| 1º novembre 2015 |                | AFL - Division Ladies             | Finale 3º - 4º posto | Budapest Wolves Ladies - Schwaz Hammers Ladies | 58 - 0       |
| 30 ottobre 2016  |                | AFL - Division Ladies             | Ladies Bowl          | Vienna Vikings Ladies - Budapest Wolves Ladies | 31 - 0       |
| 24 giugno 2017   |                | HFL                               | Semifinale           | Miskolc Steelers - Budapest Wolves             | 27 - 25      |
| 18 novembre 2017 | Vienna         | AFL - Division Ladies             | Semifinale           | Danube Dragons Ladies - Budapest Wolves Ladies | 20 - 0       |
| 14 luglio 2018   |                | HFL                               | Hungarian Bowl       | Budapest Wolves - Miskolc Steelers             | 34 - 30      |
| 17 novembre 2018 | Vienna         | AFL - Division Ladies             | Finale 3º - 4º posto | Budapest Wolves Ladies - Telfs Patriots Ladies | 34 - 0       |
| 13 aprile 2019   | Bolzano        | CEFL Cup                          | Quarti di finale     | Giants Bolzano - Budapest Wolves               | 36 - 19      |
| 22 giugno 2019   |                | HFL                               | Semifinale           | Budapest Wolves - Kiev Capitals                | 27 - 35      |
| 10 luglio 2021   | Székesfehérvár | HFL                               | Hungarian Bowl       | Fehérvár Enthroners - Budapest Wolves          | 7 - 18       |
| 31 luglio 2021   |                | Divízió II                        | Duna Bowl            | Budapest Wolves 2 - Tatabánya Mustangs         | 34 - 14      |
| 16 luglio 2022   |                | HFL                               | Hungarian Bowl       | Fehérvár Enthroners - Budapest Wolves          | 31 - 24      |
| 31 luglio 2022   |                | Divízió II                        | Duna Bowl            | Budapest Wolves 2 - Újpest Bulldogs            | 6 - 10       |
| 15 luglio 2023   | Budapest       | HFL                               | Hungarian Bowl       | Budapest Wolves - Újpest Bulldogs              | 49 - 28      |
| 22 luglio 2023   | Budapest       | Divízió I                         | Pannon Bowl          | Budapest Wolves 2 - Dabas Sparks               | 14 - 17      |
| 7 luglio 2024    | Budapest       | HFL                               | Semifinale           | Budapest Cowbells - Budapest Wolves            | 49 - 28      |

## Palmarès
- 8 Hungarian Bowl (2005, 2008-2010, 2012, 2018, 2021, 2023)
- 1 Fall Bowl (2011)
- 1 Blue Bowl (2006)
- 1 Iron Bowl austriaco (2015)
- 1 Challenge Bowl austriaco (2014)
- 1 College Bowl austriaco (2016)